# Selenicereus setaceus
Selenicereus setaceus ist eine Pflanzenart in der Gattung Selenicereus aus der Familie der Kakteengewächse (Cactaceae). Das Artepitheton setaceus stammt aus dem Lateinischen, bedeutet ‚borstig‘ und verweist auf das borstige Perikarpell sowie die borstigen Früchte.

## Beschreibung
Selenicereus setaceus wächst epiphytisch oder lithophytisch mit langen, überhängenden, hellgrünen, meist dreikantigen (selten vier- oder fünfkantigen) Trieben von 2 bis 3 Zentimetern Durchmesser, die am Rand leicht ausgeschweift sind. Aus den leicht erhabenen, 2 bis 3 Zentimeter auseinander stehenden Areolen entspringen 2 bis 4 konische, rötliche Dornen, die später braun werden und eine Länge von 1 bis 2 Millimeter aufweisen.
Die 25 bis 30 Zentimeter lang Blüten sind weiß mit einer gelblichen Basis und an der Außenseite grünlich. Das auffallend gehöckerte Perikarpell ist mit etwas filziger Wolle und kurzen Dornen besetzt. Die Blütenröhre ist mit kahlen Schuppen bedeckt. Die essbaren Früchte sind eiförmig und mit einigen Borsten besetzt. Die anfangs grünen, stark gehöckert Früchte werden bei Reife rot und sind dann fast ungehöckert.

## Systematik, Verbreitung und Gefährdung
Selenicereus setaceus ist in Brasilien, Paraguay, Bolivien und Argentinien in Tieflagen bis 725 Metern verbreitet.
Die Erstbeschreibung als Cereus setaceus wurde 1828 von Augustin-Pyrame de Candolle veröffentlicht. Erich Werdermann stellte die Art 1933 in die Gattung Selenicereus. Weitere nomenklatorische Synonyme sind Mediocactus setaceus (Salm-Dyck ex DC.) Borg (1951) und Hylocereus setaceus (Salm-Dyck ex DC.) Ralf Bauer (2003).
Selenicereus setaceus wird in der Roten Liste gefährdeter Arten der IUCN als „Least Concern (LC)“, d. h. nicht gefährdet, eingestuft.

## Nachweise